# Devoto
Devoto is een Italiaanse muziekterm met betrekking tot de manier waarop een stuk of passage uitgevoerd dient te worden.
Men kan de term vertalen als devoot of vroom. Deze aanwijzing wordt dus vanzelfsprekend veel in religieuze muziek gebruikt, of in ieder geval in passages die verwijzen naar de sfeer van kerkmuziek. Indien de aanwijzing gebruikt wordt, is het de bedoeling dat degene(n) die de muziek uitvoer(t)(en) het karakter van de aanwijzing tot uitdrukking brengen. Hierbij kan gedacht worden aan een aanpassing in timbre, dynamiek of tempo. Dit ondanks dat de aanwijzing strikt genomen geen tempo-aanwijzing is. Vaak wordt de aanwijzing in verband gebracht met een sobere en sonore klank, dit is echter aan interpretatie onderhevig. 